# Achtheinus pinguis
Achtheinus pinguis is een eenoogkreeftjessoort uit de familie van de Pandaridae. De wetenschappelijke naam van de soort is voor het eerst geldig gepubliceerd in 1912 door Wilson C.B..